# Bovalhütte
Il Bovalhütte è un rifugio alpino svizzero delle Alpi Retiche, posto ad una quota di 2.495 m s.l.m.
L'edificio è posto ai margini occidentali del ghiacciaio del Morteratsch, ai piedi del versante svizzero del Bernina. La struttura esiste nella posizione odierna sin dal 1913, è stata poi ampliata nel 1977 e nel 1978.

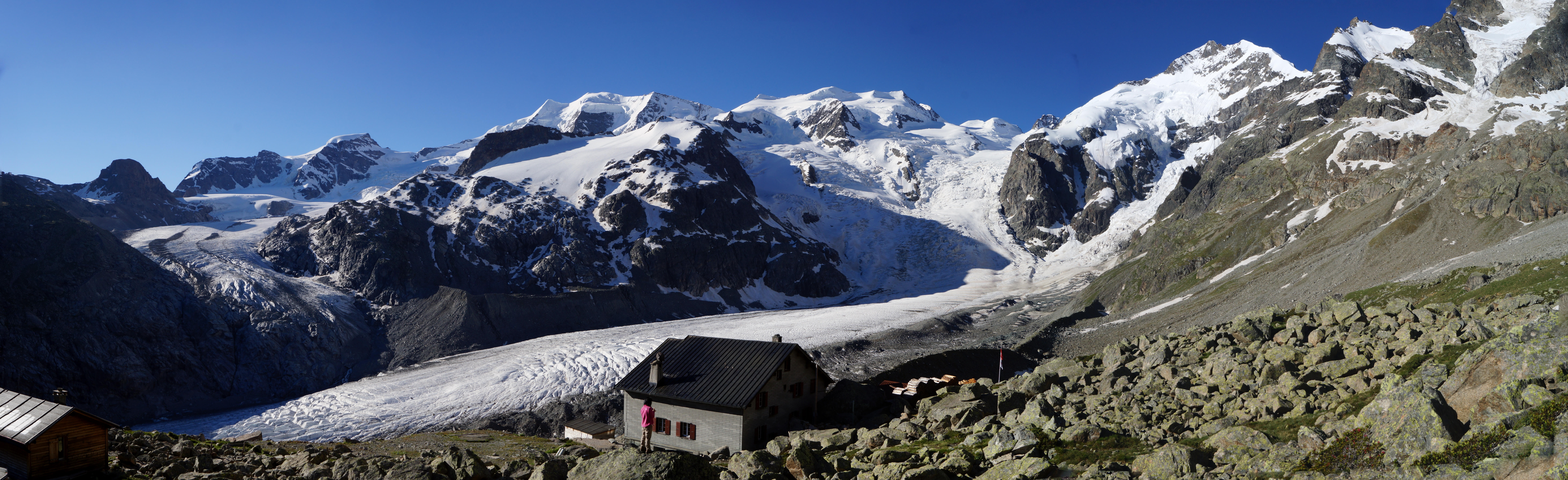
Vista dal rifugio verso il ghiacciaio del Morteratsch

## Accessi
- Dalla stazione Morteratsch della Ferrovia del Bernina, in 2 ore.
- Dalla stazione a monte della funivia Diavolezza, in 2 ore attraversando il ghiacciaio di Pers e il Ghiacciaio del Morteratsch.

## Ascensioni
- Piz Boval (3.353 m)
- Piz Morteratsch (3.751 m)
- Piz Argient (3.945 m)
- Pizzo Bernina (4.049 m)